# Rafael Crispi
Rafael Alcaide Crespín, más conocido como Crispi (Sevilla, 22 de mayo de 1948), fue jugador y entrenador de fútbol español. Entrenó también al Caudal deportivo de Mieres.

## Biografía
Su trayectoria como jugador de fútbol transcurrió en el Córdoba CF temporadas (1967 - 1971), Real Oviedo, CD Linares y CD Tenerife.
Su trayectoria como entrenador de fútbol fue bastante larga, empezaría entrenando al Córdoba CF al que lo dirigiría hasta en 4 etapas diferentes (90–91, 94–95, 00–01, 03–04) y de ahí su paso discurriría por una infinidad de equipos como el Europa de Nava, Club de Fútbol Palencia, Real Mallorca B, Pontevedra CF, Granada CF, Real Jaén, Elche CF, Lorca CF, Asociación Deportiva Ceuta, Real Murcia y al desaparecido Ciudad de Murcia.